# Далекосхідна жаба
Далекосхі́дна жа́ба (Glandirana) — рід земноводних родини Жаб'ячі ряду Безхвості. Має 5 видів. Раніше належав до роду Бура жаба як підрід. Лише у 1990 році відокремлено в самостійний рід.

## Опис
Загальна довжина представників цього роду коливається від 3 см до 6 см. Голова широка. Очі великі з округлими зіницями. Тулуб стрункий з горбиками або шипиками різного розміру. У різних видів вони розміщені по-різному та в різних місцях тіла. Забарвлення переважно коричневе або буре. Іноді із темними цяточками.

## Спосіб життя
Полюбляють вологі місцини, узбережжя річок, ставків, озер, зустрічаються на висоті 100–700 м над рівнем моря. Активні в сутінках або вночі. Живляться дрібними безхребетними.
Це яйцекладні амфібії.

## Поширення
Мешкають на Корейському півострові, в Російській Федерації (басейн річки Уссурі), північно-східному, південно-східному та східному Китаї, Японії.

## Види
- Glandirana emeljanovi (Nikolskii, 1913)
- Glandirana minima (Ting and T'sai, 1979)
- Glandirana reliquia Shimada, Matsui, Ogata et Miura, 2022
- Glandirana rugosa (Temminck and Schlegel, 1838)
- Glandirana susurra (Sekiya, Miura, and Ogata, 2012)
- Glandirana tientaiensis (Chang, 1933)